# Газета
Газе́та (від італ. gazzetta — назва дрібної монети) — періодичне видання з постійною назвою, що виходить через певні, короткі проміжки часу (щоденно, щотижня, кожні два тижні) у формі складених аркушів. Містить новини, оперативну інформацію і матеріали з актуальних громадсько-політичних, наукових, виробничих та інших питань, а також літературні твори, фотографії, рекламу і коментарі. Є видом часопису.
Газети набули комерційну цінність після винаходу друкування, почали випускатися в Німеччині в 1609, в 1616 у Нідерландах. У 1622 з'явилася перша газета англійською мовою («Віклі ньюс» англ. «Weekly News» — «Щотижневі новини»), редакторами були Ніколас Бурн і Томас Арчер.
Вдосконалення поліграфії, винахід парового верстата в 1814, роторної машини в 1846 у США та в 1857 в Англії, газетного паперу (зробленого з дерев'яної пульпи, технологію почали використовувати в Англії у 1880-х) і підвищення грамотності збільшило випуск газет. Після появи комп'ютерних технологій вартість виробництва газет зменшилася.
За допомогою метонімії цей термін може позначати періодичні видання, що друкуються з різною частотою видання, а також аудіовізуальні формати, такі як телевізійні новини або тележурнал (у франкомовній Швейцарії та Канаді).

## Історія газет

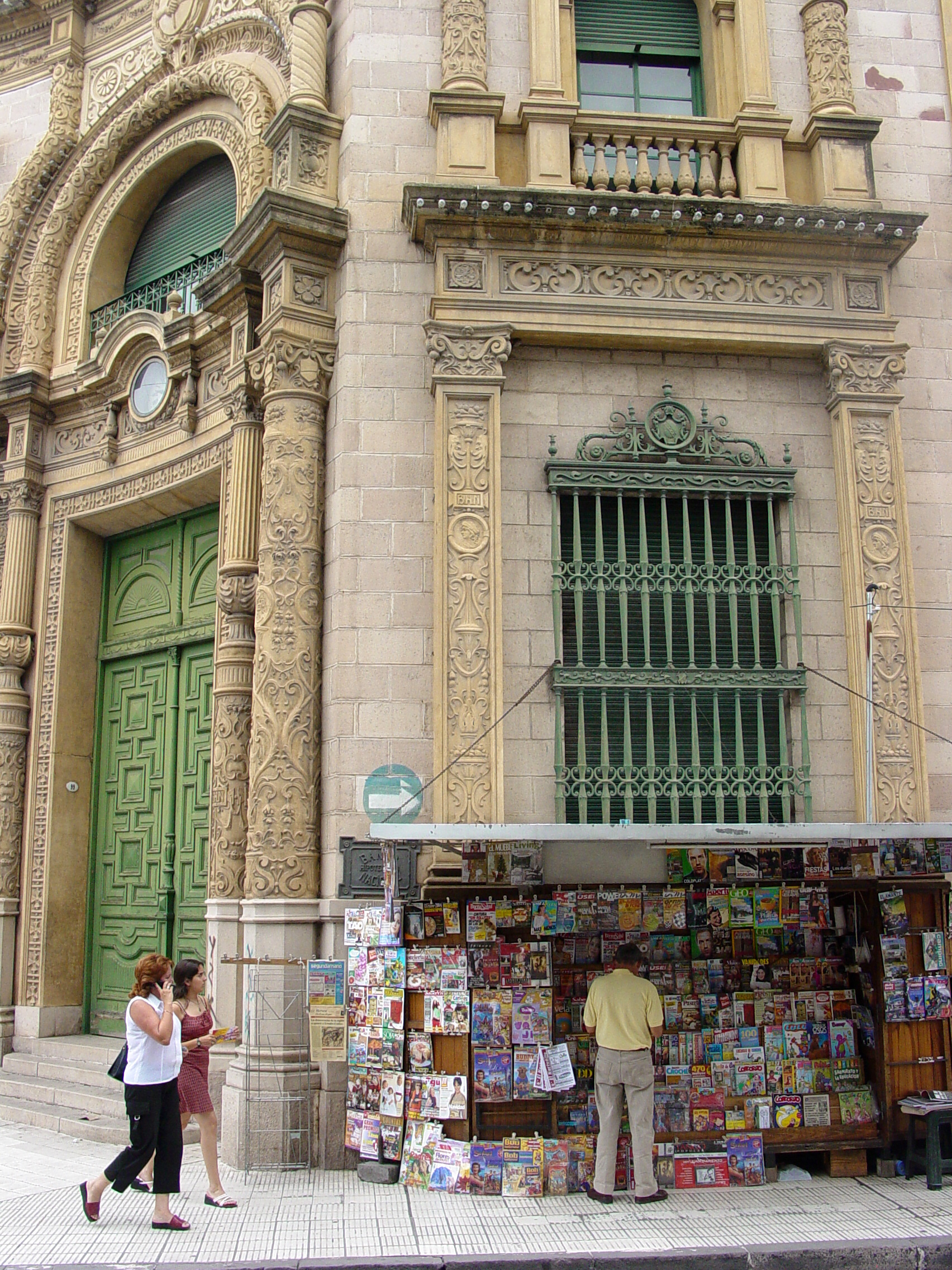
Газетна ятка

Попередниками газет традиційно вважаються новинні повідомлення, що розповсюджувалися в Стародавньому Римі про події, що відбулися в місті. Переписували від руки сувої під назвою Acta diurna populi Romani («Щоденні справи римського народу») вивішувалися на площах і доставлялися політикам чи просто знатним містянам. Римські газети являли собою дерев'яні дощечки, на яких записували хроніку подій. Новинні зведення, як правило, мали неофіційний характер, поки Юлій Цезар не розпорядився в обов'язковому порядку поширювати звіти про засідання сенату, доповіді полководців і послання правителів сусідніх держав.
Першою у світі друкованою газетою стала «Ді бао» («Столичний вісник»), яка почала виходити в Китаї у 713 році, при імператорі Сюань-цзюні. У ній поміщали укази імператора та повідомлення про найважливіші події. Газету друкували з дощок, на яких вирізали ієрогліфи, покривали тушшю і робили відбитки. Ця технологія була вкрай незручною, оскільки дошка від частого покривання фарбою швидко ставала непридатною.

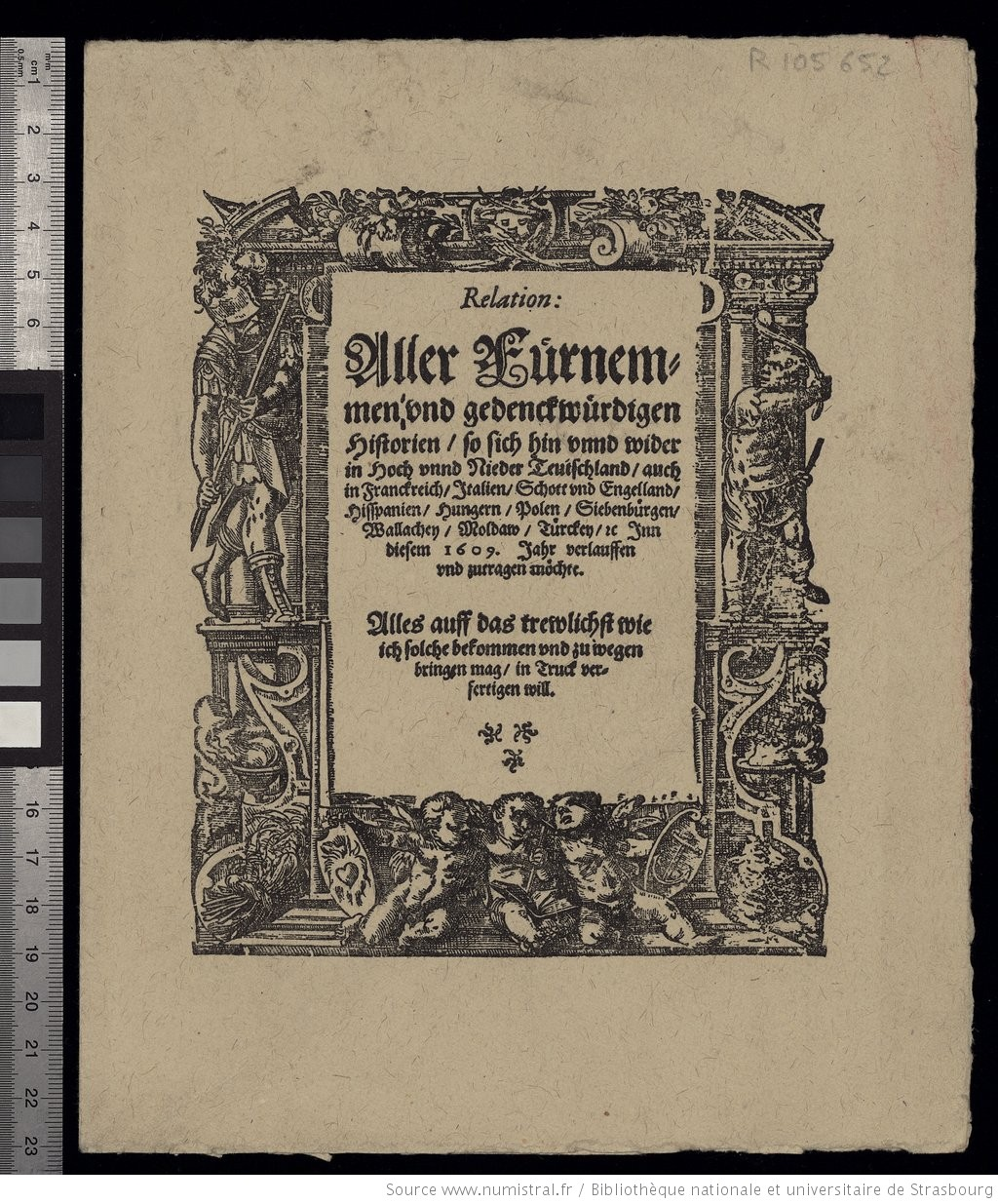
Титульний аркуш газети «Relation» за 1609 рік, яка виходила у Страсбурзі з 1605 року

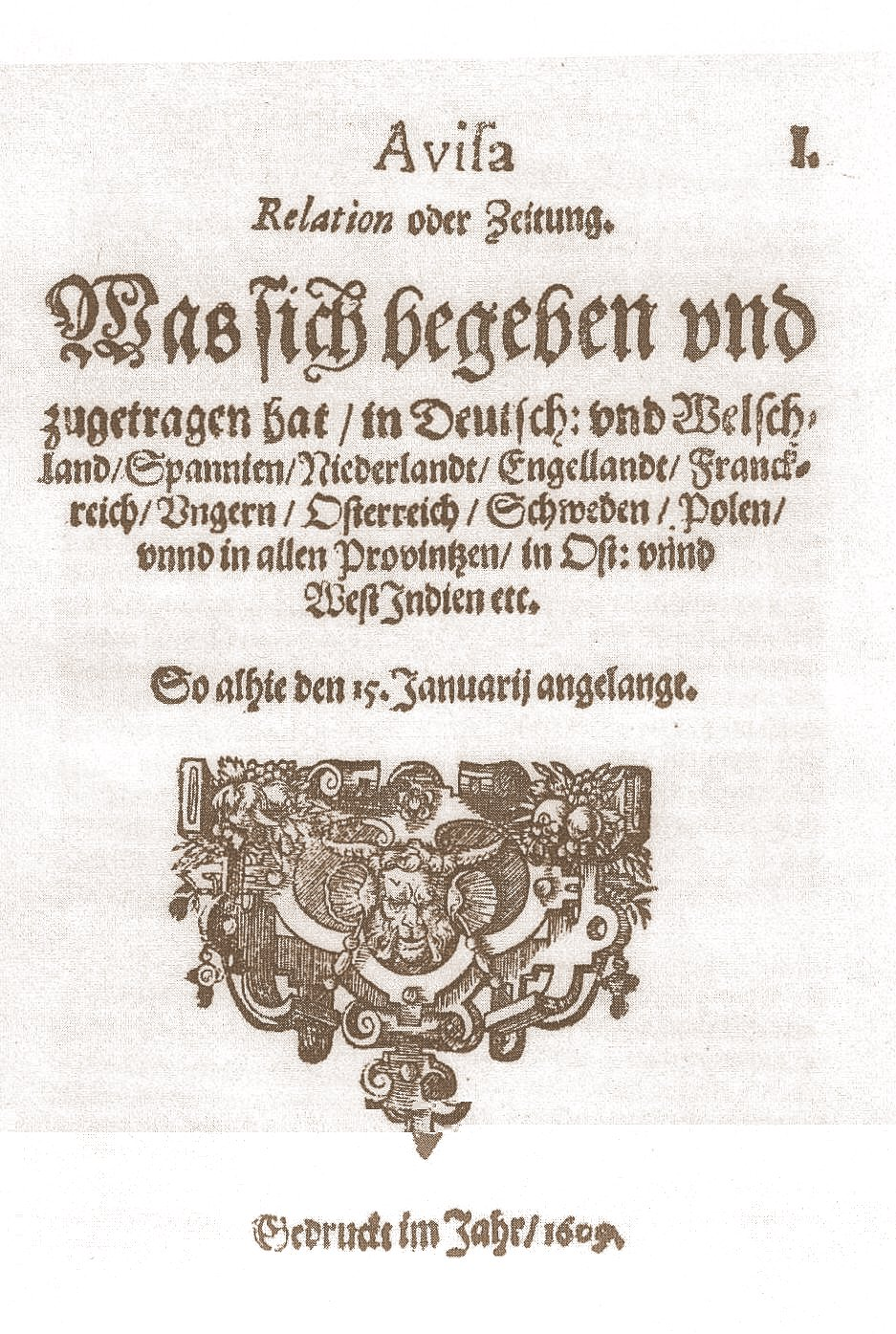
Титульний аркуш першого номера газети «Aviso» за 15 січня 1609 року, яка виходила у Вольфенбюттелі

Протягом наступних століть в газетах мало що змінилося: аж до винаходу в Німеччині у 1450-х роках Йоганном Гутенбергом друкарського преса, що дозволяв розмножувати текст і зображення, не вдаючись до послуг переписувачів, газети (які являли собою все ті ж переписані від руки сувої з головними новинами) залишалися досить дорогим атрибутом життя високопоставлених чиновників чи багатих торговців. Свого сучасного вигляду газети почали набувати у XVI столітті. Тоді й стало звичним сама назва «газета» — від найменування дрібної італійської монети gazzetta, яку зазвичай сплачували за рукописний листок новин у Венеції. Вважається, що саме в цьому місті були утворені перші бюро зі збирання інформації — прообрази інформаційних агентств — і виникла професія «письменників новин».

### Перші західноєвропейські газети
Роком народження європейської газетної періодики вважається 1609 (хоча деякі дослідники називають 1605). Місцем її появи стала Німеччина. Газета, що починалася словами «Relation: Aller Furnemmen», була надрукована в січні 1609 у вільному імперському місті Страсбург, і в ній були поміщені новини з Кельна, Антверпена, Риму, Венеції, Відня і Праги. Редактором-видавцем цього тижневика став друкар Йоганн Каролус, який раніше займався складанням рукописних листків новин.
У тому ж 1609 в Аугсбурзі з'явилася «Avisa Relation oder Zeitung» — інша щотижнева газета, яку видавав Лука Шульте. Те, що в німецький друк проникло італійське слово «avviso», свідчить про генетичний зв'язок між першими німецькими щотижневими газетами та їхніми венеційськими прообразами. Формат німецьких видань і форма подачі новин також нагадують венеційські avvisi.
Перші друковані газети не мали чітко визначеного назви. Місце видання та прізвище редактора-видавця зазвичай не вказувалися. Розташування новинного матеріалу залежало не від ступеня важливості самого описуваної події, а від дня надходження даної інформації. Самі новини практично не коментувалися і подавалися без будь-яких рубрик, політичні події чергувалися з далеко не завжди правдивими сенсаціями.
До числа перших газет, які вже нагадують сучасні нам видання, заведено відносити газету «La Gazette», яка виходила з 30 травня 1631 у Франції. У «La Gazette» (на сторінках газет взагалі) уперше з'явилася інформація про українців у 1636 році (№ 81, 86, 88, 101 та інших). Газета писала про українських козаків, які брали участь у Тридцятилітній війні 1618—1648 років.
Наклад газети налічував близько 1200 примірників, а її видавцем став, отримавши у 1630 патент на поширення новин на території Франції, дворянин Теофраст Ренодо. Політичне значення «La Gazette» було настільки велике, що деякі повідомлення в неї писали особисто король Франції Людовик XIII, а також кардинал Рішельє. Значення «La Gazette» для розвитку цього типу засобів масової інформації було особливо великим ще й тому, що в «La Gazette» стала розміщуватися платна реклама. У 1657 одна з англійських газет опублікувала першу рекламну пропозицію, незабаром король Карл II розмістив приватне оголошення про зникнення улюбленої собаки, а через півстоліття Даніель Дефо поклав початок політичній журналістиці, заснувавши тижневик «Огляд державних справ».

### Перші московські газети
У Московії перші газети — рукописні «вістові листи» з'явилися за часів царювання Михайла Федоровича з 1613. Вони також називалися «стовпці», оскільки писалися стовпцями на приклеєних один до іншого довгастих аркушах, завдовжки кілька сажень. Пізніше вони були названі на європейський манер — «Куранти». Найстарішим виданням такого роду зі збережених до наших днів вважається примірник «Курантів», що вийшов у 1621. Основу змісту «вістових листів» становили перекладні нотатки з іноземної преси і донесення московських дипломатів і купців з-за кордону. Першою московською друкованою газетою з'явилася в 1702 за наказом імператора Петра I газета «Відомості про військові та інші справи, гідні знання і пам'яті, що трапилися в Московській державі та інших навколишніх країнах». Перший аркуш цієї друкованої газети з'явився в Москві 2 січня 1703. Петро сам правив коректуру. Газета являла собою восьмушку аркушу, майже без полів, церковного шрифту. Більша частина відомостей черпалася з голландських газет, причому Петро сам зазначав олівцем, що треба перекладати для газети. Друкувалися «Відомості» в кількості 1000 примірників. Продажна ціна номера була 2 копійки.

### Перші американські газети
Англійські колоністи в Америці, через малу залюдненість і жорстке правління дізналися про існування газет порівняно пізно. 25 вересня 1690 в Бостоні вийшов перший номер «Паблік океренсіз» («Publick Occurrences, both Forreign and Domestick»). Першу замітку цієї першої в Америці газети слід визнати вдалою: «Навернені в християнство індіанці в деяких частинах Плімута нещодавно призначили день подяки Господу за Його Милості». Однак, якщо газета мала намір вижити, інші матеріали, треба визнати, були вибрані не настільки вдало. «Паблік оккеренсіз» містила нападки на індіанців, які воювали на боці англійців проти французів, і переказ непристойної плітки про французького монарха. Ця журналістика відбивала смаки видавця Бенджаміна Гарріса, який випускав в Англії газетку пліток і сенсацій, поки його не відправили за ґрати, а після того, як він опублікував провокаційну замітку про начебто католицьку змову проти Англії, його змусили емігрувати до Америки. Влада Массачусетсу негайно висловила своє «високе обурення і обурення» з приводу «Паблік оккеренсіз», так що перший випуск першої американської газети виявився останнім. Чергова газета з'явилася в колоніях лише через 14 років.

### Перші українські газети
У 1749 році явився urbi et orbi піонер преси в Україні — польськомовний «Кур'єр львовскі». 1772 року побачив світ франкофонний тижневик «Ля газетт де Леополь» (тобто «Львівська газета»), який видавався на кшталт популярних паризьких газет. Першими українськомовними газетами стали «Зоря Галицька» та «Новини» (1848, Львів). У Великій Україні, де в умовах Російської імперії століттями було заборонене українське друковане слово, початок пресі поклав "Харьковский еженедельник (1812). В Одесі першою газетою став франкомовний вісник «Ле мессажер де ля Рюссі мерідіоннель» (1820). Періодику рідною мовою започаткував «Черниговский листок». Вже аж під час революційних подій з'явилися «Хлібороб» (1905, Лубни), у Києві «Громадська думка» (1905—1906) та «Рада» (1906—1914). Обидві, як і національні газети у Катеринославі, Одесі, Харкові та інших великих містах, були закриті «імперією зла».

## Тенденції розвитку преси у ХІХ-ХХ століттях

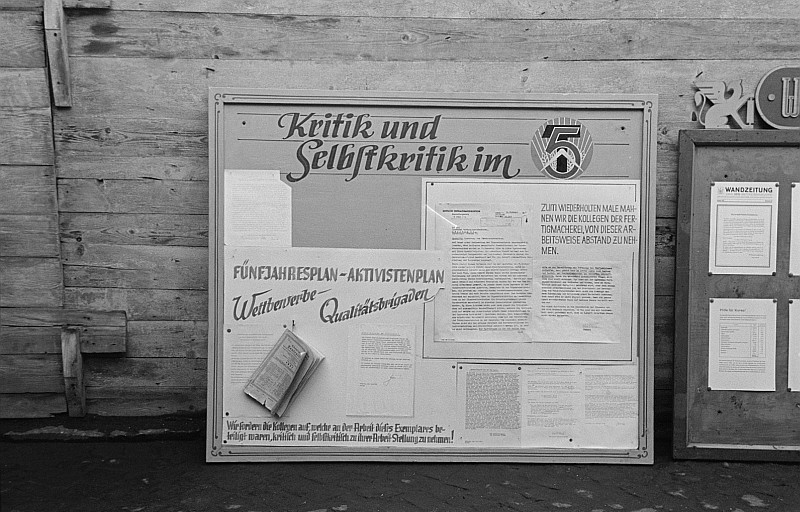
Стінні газети, 1951

Світовий бум газет припав на XIX століття, коли в газети змістився центр політичного і суспільного життя багатьох країн Європи. У XX столітті газети продовжували успішно розвиватися, поступово видозмінюючись через появу таких нових електронних засобів масової інформації, як радіо (у 1920-ті роки) і телебачення (у 1950-ті роки). Не будучи здатними конкурувати з радіо і телебаченням в оперативності передачі інформації та емоційності подання сюжетів, газети зробили основну ставку на коментарі, докладний аналіз подій, а також на розвиток таких програм, як висвітлення місцевих новин і різноманітні дрібні оголошення.
Наприкінці XX століття, з появою Інтернету, куди пішла значна частина рекламних оголошень, газети почали переживати певну кризу. Реакцією на цю кризу для багатьох газет став перехід в таблоїдний формат, що дозволяє економити папір, а також залучати коротшими та емоційнішими статтями велику кількість молодих динамічних читачів, які залишалися неохопленими колишніми консервативними газетами. Все ж, перехід у формат таблоїда не є для сучасних газет панацеєю і не завжди приносить очікуваний економічний ефект. У наш час[коли?] більшість газет світу перебуває в пошуку нових форм подачі матеріалів і залучення читачів і рекламодавців, зокрема, друковані випуски дублюють в Інтернеті.

## Види і типи газет
Газети діляться:
- за принципом територіального поширення та охопленням аудиторії — загальнонаціональні, регіональні (республіканські, обласні, крайові), місцеві (міські, районні), *внутрішньокорпоративні (звернені до співробітників певної організації);
- за тематикою — ділові, загальнополітичні, галузеві, рекламно-інформаційні, розважальні, змішані; також за віковим принципом — дитячі, молодіжні газети, газети для пенсіонерів тощо;
- за періодичністю — щоденні (ранкові або вечірні), щотижневі, щомісячні;
- за форматом — A4, Берлінер, A3, A2;
- за стилем оформлення — кольорові, чорно-білі і чорно-білі з кольоровими вставками;
- за вартістю — платні та безкоштовні;

## Особливості газет
- Мобільність — газету можна читати як вдома, так і в будь-якому іншому місці;
- Загальнодоступність — газета призначена для невизначеного кола осіб, читачем її може стати будь-яка людина;
- Періодичність — газета належить до періодичних видань, що виходять у світ за встановленим видавцем графіком. За цією ознакою газети поділяються на щоденні, щотижневі, щомісячні (рідко). Існують газети, що виходять двічі або тричі на тиждень, двічі на місяць тощо. Існують також ранкові та вечірні газети;
- Офіційність — багато рішень (розпорядження, закони тощо) владних органів усіх рівнів набирають чинності тільки після їх офіційного опублікування в газеті або іншому друкованому органі.

## Газетні жанри
Основні функції засобів масової комунікації — інформація, освіта, створення громадської думки та виховання — знаходять своє втілення в конкретних жанрових формах.
Використання тих чи інших жанрів визначається насамперед суспільно-історичними умовами життя. Наприклад, у довоєнній радянській журналістиці був дуже поширений жанр нарису. За свідченням відомого на той час журналіста Насіння Наріньяні в «Комсомольській правді» 1930-х років нарис був жанром номер один. «Іноді в одному номері друкувалося по два-три нарису відразу. На другій сторінці нарис виробничий, на третій — морально-етичний, на останній — спортивний або науковий.» Тобто у газетах того часу переважали матеріали, які несуть освітню, виховну функції. Осягаючи грамоту, народні маси молодої радянської республіки тягнулися до знань, і газети намагалися виконувати поставлені перед ними завдання — навчати і виховувати людей на яскравих прикладах нового життя.
Сьогодні ми спостерігаємо іншу картину: великі жанри на шпальтах щоденних газет з'являються не дуже часто, вони перекочували в тижневики, журнали. На перше ж місце вийшли інформаційні жанри. Прискорений темп життя, інформаційний бум диктують виданням і відповідні форми подачі матеріалів. Багато газет, враховуючи читацькі інтереси, орієнтують журналістів на невеликі за обсягом — 100—120 рядків — матеріали не тільки інформаційних, але й аналітичних жанрів з численними фактами, лаконічною аргументацією, без зайвих слів.
Поряд з традиційними жанровими формами сьогодні на сторінках газет і журналів з'являються нові, наприклад, науково-популярні есе, соціально-політичні діалоги, соціальні портрети сучасників, соціально-економічні нариси, проблемні соціальні критичні репортажі, аналітичні інтерв'ю і т. д.
У міжнародній журналістиці багато жанрів потребують спеціального виконання. Газетні матеріали повинні мати певну спрямованість— ретельне врахування всіх специфічних рис, властивих авдиторії тієї чи іншої країни або групи країн, для яких призначено публікацію, а також риси, властивих місцевим газетам.

### Інформаційні жанри
Інформаційні жанри — новина, замітка, репортаж, звіт, інтерв'ю — відрізняються оперативністю, наявністю в матеріалах подієвого приводу, розглядом окремого факту, явища.
Цим жанрами відводиться найбільша частина газетної площі. Саме ці жанри несуть аудиторії всі останні новини. У деяких газетах їх позначають одним загальним терміном " новини ", часто вкладаючи в це поняття не просто повідомлення про щось нове, а про сенсаційне факт.
Сенсація — найбільш ходовий товар в масовій пресі. Видавцеві він підвищує наклад газет, приносить прибуток. Зусилля репортерів цих видань спрямовані на те, щоб кожен номер забезпечити незвичайною, захопливою новиною. На сторінки газет суцільним потоком йдуть матеріали про катастрофи і вбивства, пожежі і повені, а якщо ж раптом нічого не сталося, сенсації доводиться вигадувати, використовуючи чутки і т. д.
Новини в такому друку — головний жанр. Вони займають більш ніж половину площі газет (не рахуючи реклами). Світська, скандальна хроніка, політичні, економічні, спортивні повідомлення заповнюють численні стрічки. Велика кількість новин призводить до того, що багато читачів обмежуються переглядом одних заголовків або в найкращому випадку читанням перших абзаців, набраних великим шрифтом. У заголовок або початок матеріалу виносять найвигідніші, часто другорядні деталі. Читач же, привчений до того, що виклад інформаційних матеріалів будується за принципом «перевернутої піраміди» (головне повідомляється спочатку, а потім все менш і менш суттєві подробиці, щоб легко було скорочувати матеріал з кінця при макетуванні і верстці), сприймає їх як найважливіше в повідомленні.
Жанр матеріалу журналіст вибирає залежно від його змісту, від того наскільки важливі, злободенні й цікаві знайдені, відібрані факти.

#### Інтерв'ю
Цей жанр є розмовою журналіста з однією або кількома особами, що має суспільний інтерес. Виклад фактів, висловлювання про події ведеться від імені людини, яку опитують. Саме через це — думку фахівця, компетентного в цьому питанні авторитетної особи — більш за все цінують інтерв'ю.
Як і інші інформаційні жанри, інтерв'ю повинно бути злободенним, відрізнятися цілеспрямованістю, діловитістю. Інтерв'ю може грати навіть роль офіційного політичного документа, якщо його дає журналістові великий політичний діяч, глава уряду, президент.

#### Репортаж
На відміну від інших інформаційних жанрів репортаж не просто повідомляє про факти, події, а показує їх через безпосереднє сприйняття автора, ніби відтворюючи картину того, що відбувається. В основі репортажу завжди знаходиться суспільно значуща подія, яка розвивається на очах у читача. Це свого роду історія події.
Характерні особливості жанру — оперативність, динамічність, наочність того, що відбувається, активно дійове авторське «я», яке допомагає створювати так званий «ефект присутності», дозволяє читачеві ніби знаходитися поряд з репортером і разом з ним бачити, відчувати подію.

#### Замітка
Це найпоширеніший інформаційний жанр. Він повідомляє про важливий факт, подію суспільного життя. Основні його риси — стислість викладу, висока оперативність. Відповідає читачам на питання: що, де, коли? Не дає аналізу подій, тобто не відповідає на питання: чому? У замітці повинна міститися новина, зображена в конкретному факті суспільного життя — новий факт. Причому не просто факт, а факт, що має суспільне значення.

#### Звіт
Звіт — це розгорнуте інформаційне повідомлення про подію сфери навколишньої дійсності (конференції, засідання, симпозіуми, семінари, збори тощо), тобто про ту подію, на якому відбувається великий обмін інформацією. У звіті повинні бути представлені основні теми, положення та ідеї доповідей, промов, виступів осіб, які беруть участь в обговоренні. Як деталі виступають окремі репліки, реакції слухачів на виступ (оплески, дискусія тощо). Звіту властива гранична документальність і близькість до слів мовців, а також певна сухість складу. Одна з головних вимог до автора звіту — точність передачі суті висловлювань мовців. Журналіст може використовувати як пряму мову, цитати, непряму мову, так і на основі отриманих з доповіді відомостей написати текст.

##### Види звіту
- Прямий інформаційний звіт — відтворює подію в хронологічному порядку. Журналіст докладно показує те, що відбувається, нічого не коментуючи. Проте його позиція може виражатися в акцентуванні уваги на певних деталях, наприклад, доповіді деяких осіб можуть бути деталізованіші. Аналітичний звіт — розповідаючи про подію, журналіст повідомляє подробиці з деякими коментарями. Для цього він має право залучати додаткові відомості, факти, цифри, думки, виокремлюючи найактуальніші проблеми, порушені у виступах оповідачів.
- Тематичний звіт — порушує хронологічний порядок події, автор вибирає доповіді, пов'язані однією-двома темами, проблемами, відмовляється від побічних деталей і приділяє увагу виступам людей, що торкнулися обрану їм тему.

### Аналітичні жанри
Аналітичні жанри — кореспонденція, коментар, стаття, рецензія, огляд преси, лист, огляд — мають ширші часові межі, в них міститься вивчення та аналіз системи фактів, ситуацій, узагальнення та висновки. Сьогодні дослідники журналістики розширюють діапазон аналітичних жанрів, вводячи в їхнє число бесіду, журналістське розслідування, експеримент, версію, консультацію, соціологічне резюме, аналітичний прес-реліз, рейтинг.

#### Коментар
Цей жанр використовують для оперативного роз'яснення важливих подій суспільного життя. До недавнього часу його вважали одним із різновидів статті, яка відрізняється оперативної та гнучкою формою, застосовується для відгуку на такі явища, як документ, мова політичного діяча, виступ преси і т. д. Однак попри те, що ці два жанри часто фігурують у одному ряду, між ними є істотна різниця. Коментар вимагає мінімального розміру і вибудовується, як правило, навколо одного факту (або ланцюга однозначних фактів). Стаття ж передбачає ґрунтовний аналіз явища, розкриття його різних сторін, залучення фактів різних планів.
Як показує практика, коментар сьогодні вже впевнено зайняв власні позиції як самостійний жанр в ряду інших аналітичних жанрів. Особливо це помітно в публікаціях на міжнародні теми. Коментар являє собою актуальне публіцистичний виступ, яке пояснює факти та явища з політичних позицій, на яких стоїть автор. Основні вимоги до цього жанру — лаконічність і точність оцінки автором подій, що відбуваються.
Газетна практика дає велику кількість прикладів скромних за обсягом, побудованих на одному або декількох близьких один одному фактах, лаконічних коментарів. Разом з тим, не можна заперечувати і право на існування розгорнутих коментарів, у яких автор спирається на факти з різних джерел, простежує історію того чи іншого явища, розкриває читачами його істинний сенс.
Публікації цього жанру досить різноманітні за вживаним в них літературно-публіцистичним засобів, які визначаються творчої та політичної завданням, поставленим журналістом. Коментар може мати пропагандистську, критичну, сатиричну, полемічну забарвлення залежно від конкретного приводу.

#### Кореспонденція
Це найпоширеніший аналітичний газетний жанр, який ґрунтується на конкретному аналізі фактів, вивченні будь-якої локальної ситуації. Призначення кореспонденції — пропагувати нові явища суспільного життя, викривати недоліки.
Кореспонденція будується на низці фактів, об'єднаних однією спільною темою. У неї висуваються злободенні питання, які потребують негайного рішення.
Основні риси кореспонденції — це оперативність, актуальність, конкретність теми, точна адреса освітлюваних явищ, чіткі часові межі того, що відбувається, переконливість, аргументованість викладу проблеми, узагальнення, конкретні рекомендації поліпшення справи.

#### Стаття
Це один з найпоширеніших та найскладніших газетних жанрів. Як порівняти з іншими жанрами, їй притаманні найбільша широта теоретичних і практичних узагальнень, глибокий аналіз фактів і явищ, чітка соціальна спрямованість. Це — дослідження, присвячене якомусь важливому конкретного питання, явищу, де вміло поєднується високий рівень узагальнення з майстерністю літературного викладу. Жанр статті присутній у більшості періодичних видань, саме він значною мірою визначає їх аналітичний рівень і напрям.

#### Рецензія
З допомогою цього жанру журналіст осмислює і оцінює наукові, суспільно-політичні, художні твори. Головна відмінність рецензії від інших жанрів полягає в тому, що її об'єктом є не безпосередні факти дійсності, а факти та явища, вже вивчені, осмислені і зображені в книгах, спектаклях, кінофільмах і т. д. Рецензія оцінює плюси й недоліки роботи вченого або художника, зіставляючи результати дослідження з життям, роблячи відповідні висновки. Рецензія, як правило, розглядає одне-два твори, дає їм оцінку, не ставлячи перед собою інших, складніших завдань.
Періодичні видання відгукуються на ті роботи, які становлять найбільший інтерес для аудиторії. Завдання газети — помітити найкраще, популяризувати його, а також вказати на помилкові або слабкі роботи.
Головне призначення рецензії — допомогти читачеві чи глядачеві глибше розібратися в питаннях політики, економіки, науки, техніки, мистецтва. Рецензія завжди цілеспрямована, розрахована на певну аудиторію, читацьку групу. Вона містить аналізовані дані про твір, про задум його автора, дає аналіз і вказує на суспільну значущість роботи.

#### Огляд ЗМІ
Цей жанр дуже схожий з жанром рецензії, оскільки являє собою одну з форм рецензування. Проте об'єкт його вивчення значно вужчий — це газети і журнали. Цей жанр має велику історію. Він завжди був присутній у газетах, які вели полеміку з іншими органами друку, що особливо характерно для партійної преси, яка полемізувала зі своїми ідейними супротивниками, опонентами. К. Маркс і Ф. Енгельс, редагуючи «Нову Рейнську газету», постійно використовували огляд преси як засіб для боротьби з пресою, що дотримувалася інших точок зору. Крім того, огляд преси використовували для керівництва місцевою партійною пресою, особливо в перші роки Радянської влади. Багато провінційні газети не мали на той час достатньо кваліфікованих журналістських кадрів, і завданням оглядів було підвищення рівня журналістської майстерності працівників друку на позитивних прикладах найкращих видань, розбір характерних помилок і недоліків місцевої преси. Огляди друку заміняли тоді навчальні посібники з журналістики, служили підвищенню професіоналізму молодих газетярів. Все це визначило долю жанру як управлінського. У подальших постановах партії роль огляду друку була обумовлена потребою вивчати утримання місцевих газет, виходячи з їх аналізу.

#### Огляд
Це один з найпоширеніших аналітичних жанрів, в основі якого лежить осмислення системи подій і фактів, обмежених певними часовими і географічними рамками. Огляд дає читачеві багату, різнобічну картину навколишньої дійсності, розкриває зв'язки між явищами суспільного життя, вказує на тенденцію їх розвитку.
Дослідники жанрів журналістики відзначають наступні особливості огляду:
- оглядач оперує не окремим фактом, не окремим подією, а більш-менш широкої сукупністю фактів, подій, ситуацій, явищ, процесів, сторін суспільного життя. Це набір не випадкових, а *ретельно відібраних фактів, з яких складається правдива картина дійсності в її певному аспекті (політика, промисловість, сільське господарство, культура і т. д.);

кожен окремий факт, подія, явище розглядається автором не самостійно, а як елемент цілого.

### Художньо-публіцистичні жанри
Художньо-публіцистичні жанри — нарис, фейлетон, памфлет — поєднують в собі понятійні і образно-виражальні засоби, володіють великою емоційною силою, розкривають типове через індивідуальне.

#### Фейлетон
Це один із сатиричних жанрів, завдання якого — викриття суспільних вад, недоліків, сприяння їх викоренення. Як і інші художньо-публіцистичні жанри, фейлетон поєднує в собі понятійні і образно-виражальні засоби.
Фейлетон, як один з поширених газетних жанрів сатири, журналісти використовували для боротьби з пережитками, які заважали суспільного життя.

#### Памфлет
Цей жанр відрізняється від фейлетону гострішої сатиричної забарвленням, нерідко зовнішньополітичної спрямованістю. На відміну від фейлетону, який будується на одному або групі близьких один одному фактів, явищ, у памфлету ширшого масштабу. Його призначення — вести вогонь по системі поглядів, розкрити суттєве в політиці ворога, у його ідеологічної концепції, в його методи дії. Цей жанр відрізняється «убивчою» іронією, їдким сарказмом, разючим ідейних супротивників. Багато памфлетів публікувалося в радянській пресі в роки Німецько-радянської війни, в них памфлетистів піддавали нещадній критиці фашизм і його ватажків. Їх безжалісне викриття і осміяння, презирство і насмішка порушували у читачів глибоке почуття ненависті до ворогів.
В останнє десятиліття XX століття в російській журналістиці також було опубліковано велику кількість памфлетів. З допомогою цього жанру протиборчі політичні сили демократів і опозиції вели запеклу боротьбу за уми читачів.

#### Нарис
Це головний художньо-публіцистичний газетний жанр, що охоплює всі функції ЗМК (засобів масової комунікації) з панівною функцією виховання. Цей жанр займає немов проміжне місце між журналістикою і літературою. Його з успіхом використовують і газетярі, і письменники.
На відміну від художнього оповідання в тексті нарису автор, перериваючи розповідь про героя, може безпосередньо звертатися до читача, прямо висловлюючи своє ставлення до зображуваного, що дає йому необмежені можливості в осмисленні, об'єднання найрізноманітніших фактів і явищ, далеко віддалених один від одного в просторі і в часі. Саме ці авторські роздуми часто є основними елементами нарису, основним композиційним стрижнем, навколо якого і йде угруповання всього зібраного матеріалу.
Хороший нарис інколи має й сюжет. Все це зумовлено тим, що нарисовець зазвичай показує явище, а не розповідає про нього, як це зазвичай робить автор замітки, кореспонденції, статті.
Сила виховного впливу нарису полягає в тому, що герой нарису, який полюбився читачам, живе серед них, у нього є конкретна адреса, йому можна написати листа, зателефонувати, зустрітися, обмінятися думками, почуттями. Між героєм нарису і аудиторією встановлюється прямий зв'язок, який може тривати багато років. Прикладом може служити нарис Ю. Роста «Брати» в «Літературній газеті» (2 грудня 1981). У ньому автор розповів про десять братів Лисенко, яких мати проводила на війну і які всі живі та неушкоджені повернулися після перемоги додому. А окрім синів у Євдокії Лисенко було ще п'ять дочок. Наприкінці матеріалу, віддаючи належне простий багатодітній селянці, автор запропонував поставити їй у селі пам'ятник, тим більше що зросту вона була маленького, і бронзи на неї піде небагато. Як пізніше писав нарисовець, газета отримала багато листів, де читачі висловлювали готовність взяти участь у спорудженні пам'ятника. Журналіст готувався подякувати авторів листів і висловити сподівання, що пам'ятник Матері коли-небудь буде встановлено, як раптом одержав листа на офіційному бланку Дніпропетровського машинобудівного заводу ім. В. І. Леніна, де повідомлялося, що робітники заводу просять згоди відлити безоплатно пам'ятник. Публікація цього листа викликала новий потік пошти. Тоді газета і місцева влада оголосила конкурс на найкращий проєкт пам'ятника Матері. Ніякого гонорарного фонду організатори не мали, тим не менш, до редакції надійшли десятки ескізів. У результаті через два з половиною роки в українському селі Бровахи було відкрито пам'ятник Євдокії Лисенко, матері десяти солдатів, поставлений усім світом. («Літературна газета», 9 травня 1984).

## Цікаві факти
28 серпня 2009 року в Тернополі з нагоди Дня міста виготовили найбільшу в Україні газету, розмір якої дорівнював приблизно 50 м². Ця акція відбулася з ініціативи тернопільського прес-клубу та за сприяння Тернопільської міськради з метою об'єднання всіх журналістів регіону й підкреслення важливості «четвертої влади». На центральному майдані міста зібралося чимало представників тернопільських та всеукраїнських видань, щоб зі сторінок власних газет склеїти одну спільну. На це пішло майже кілометр скотчу, а міський голова Тернополя Роман Заставний власноруч допомагав у «випуску» газети-гіганта. Організатори акції планували запросити на захід представника Книги рекордів України, але не встигли оформити потрібні документи. І без того дивовижна газета стала сюрпризом і окрасою Дня міста і впродовж доби, поки її було закріплено до сходів місцевого драмтеатру, біля неї сфотографувалися сотні тернополян та гостей міста.

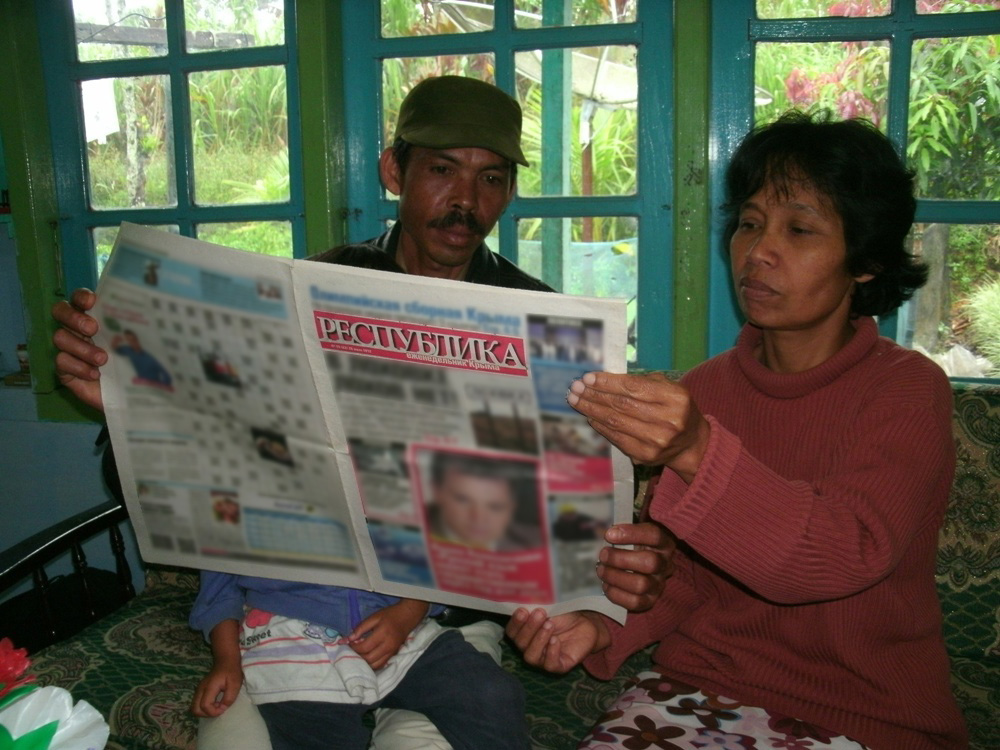
Індонезійці читають українську газету, що виходила в Криму до 2014 р., Зах. Суматра, Індонезія